# Hervé Balland
Hervé Balland (* 7. Januar 1964 in Champagnole) ist ein ehemaliger französischer Skilangläufer, Langstreckenspezialist in der freien Technik, der von 1990 bis 1998 im Weltcup aktiv war.

## Werdegang
Hervé Balland Bei der nordischen Skiweltmeisterschaft 1993 in Falun gewann er die Silbermedaille über 50 km in freier Technik. Dies war nach der Bronzemedaille von Jean-Paul Pierrat bei den nordischen Skiweltmeisterschaften 1978 in Lahti, ebenfalls über 50 km, erst die zweite WM-Medaille eines französischen Langläufers.
Ballands beste Platzierung bei den Olympischen Winterspielen war Platz 5 über 50 km in freier Technik 1992 in Albertville. Insgesamt nahm Balland an drei Olympischen Spielen teil. Bei seinem letzten Olympischen Rennen über 50 km in Nagano erreichte er 1998 den 14. Platz. Danach nahm er Mitte März 1998 noch an einem letzten FIS-Rennen teil und beendete seine Leistungssportler-Karriere.
Im Weltcup errang er 1994 einen 2. Platz über 50 km in Thunder Bay (Kanada) und insgesamt 3 Top-10-Platzierungen. Seine besten Ergebnisse in der Weltcup-Gesamtwertung waren der 23. Rang 1993 und der 25. Rang im darauffolgenden Jahr.
Balland siegte als erster französischer Skilangläufer im legendären, 76 km langen Worldloppet-Lauf Transjurassienne im französischen Jura (1991 und 1996), sowie im Engadin Skimarathon (1993, 1994 und 1996) und im Marcialonga (1995). Beim 42 km langen Engadin Skimarathon hält er seit 1994 immer noch den Streckenrekord mit 1:16 Stunden und einem Durchschnittstempo von 33 km/h.

## Karriereende
Nach seinem Rücktritt war Balland, unter anderen Tätigkeiten im Sportumfeld, zusammen mit seinem Bruder Guy Inhaber eines Sport- und Skigeschäftes in seinem Heimatdorf Morbier (Jura, Frankreich). Das Geschäft verkauften sie 2022 an den ehemaligen Skilangläufer Jean-Marc Gaillard.

## Erfolge

### Medaillen bei Weltmeisterschaften
- 1993 in Falun: Silber über 50 km Freistil

### Siege bei Worldloppet-Rennen
| Nr. | Datum            | Ort                          | Rennen              | Disziplin                  |
| --- | ---------------- | ---------------------------- | ------------------- | -------------------------- |
| 1.  | 24. Februar 1991 | Lamoura–Mouthe               | Transjurassienne    | 76 km Freistil Massenstart |
| 2.  | 14. März 1993    | Maloja–S-chanf               | Engadin Skimarathon | 42 km Freistil Massenstart |
| 3.  | 13. März 1994    | Maloja–S-chanf               | Engadin Skimarathon | 42 km Freistil Massenstart |
| 4.  | 29. Januar 1995  | Val di Fiemme / Val di Fassa | Marcialonga         | 65 km Freistil Massenstart |
| 5.  | 18. Februar 1996 | Lamoura–Mouthe               | Transjurassienne    | 76 km Freistil Massenstart |
| 6.  | 10. März 1996    | Maloja–S-chanf               | Engadin Skimarathon | 42 km Freistil Massenstart |

## Statistik

### Teilnahmen an Weltmeisterschaften und Olympischen Winterspielen

#### Olympische Spiele
- 1992 Albertville: 5. Platz 50 km freie Technik
- 1994 Lillehammer: DNF 30 km freie Technik
- 1998 Nagano: 14. Platz 50 km freie Technik

#### Nordische Skiweltmeisterschaften
- 1991 Val di Fiemme: 15. Platz 50 km Freistil
- 1993 Falun: 2. Platz 50 km Freistil
- 1995 Thunder Bay: 10. Platz 50 km Freistil
- 1997 Trondheim: 15. Platz 30 km Freistil, 62. Platz 10 km klassisch, 41. Platz 25 km Verfolgung

### Platzierungen im Weltcup

#### Weltcup-Statistik
Die Tabelle zeigt die erreichten Platzierungen im Einzelnen.
- 1.–3. Platz: Anzahl der Podiumsplatzierungen
- Top 10: Anzahl der Platzierungen unter den ersten zehn
- Punkteränge: Anzahl der Platzierungen innerhalb der Punkteränge
- Starts: Anzahl gelaufener Rennen in der jeweiligen Disziplin
- Hinweis: Bei den Distanzrennen erfolgt die Einordnung gemäß FIS.

| Platzierung         | Distanzrennen a | Distanzrennen a | Distanzrennen a | Distanzrennen a | Distanzrennen a | Skiathlon Verfolgung | Sprint | Etappen- rennen b | Gesamt | Team c | Team c  |
| Platzierung         | ≤ 5 km          | ≤ 10 km         | ≤ 15 km         | ≤ 30 km         | > 30 km         | Skiathlon Verfolgung | Sprint | Etappen- rennen b | Gesamt | Sprint | Staffel |
| ------------------- | --------------- | --------------- | --------------- | --------------- | --------------- | -------------------- | ------ | ----------------- | ------ | ------ | ------- |
| 1. Platz            |                 |                 |                 |                 |                 |                      |        |                   |        |        |         |
| 2. Platz            |                 |                 |                 |                 | 1               |                      |        |                   | 1      |        |         |
| 3. Platz            |                 |                 |                 |                 |                 |                      |        |                   |        |        |         |
| Top 10              |                 |                 | 1               | 1               | 1               |                      |        |                   | 3      |        |         |
| Punkteränge         |                 |                 | 4               | 4               | 2               |                      |        |                   | 10     |        |         |
| Starts              |                 | 3               | 10              | 11              | 2               |                      |        |                   | 26     |        |         |
| Stand: Karriereende |                 |                 |                 |                 |                 |                      |        |                   |        |        |         |

#### Weltcup-Gesamtplatzierungen
| Saison  | Gesamt | Gesamt | Langdistanz | Langdistanz | Sprint | Sprint |
| Saison  | Punkte | Platz  | Punkte      | Platz       | Punkte | Platz  |
| ------- | ------ | ------ | ----------- | ----------- | ------ | ------ |
| 1989/90 | 5      | 43.    | -           | -           | -      | -      |
| 1990/91 | 0      | -      | -           | -           | -      | -      |
| 1991/92 | 13     | 29.    | -           | -           | -      | -      |
| 1992/93 | 121    | 23.    | -           | -           | -      | -      |
| 1993/94 | 100    | 25.    | -           | -           | -      | -      |
| 1994/95 | 58     | 37.    | -           | -           | -      | -      |
| 1995/96 | 20     | 57.    | -           | -           | -      | -      |
| 1996/97 | 16     | 64.    | -           | -           | -      | -      |
| 1997/98 | 0      | -      | -           | -           | -      | -      |